# Cancer ovarian
Cancerul ovarian este un cancer ce apare la unul dintre ovare. Are ca rezultat celule anormale ce au capacitatea de a invada sau de a se răspândi către alte părți ale corpului. La începutul acestui proces, simptomele ar putea fi vagi sau deloc evidente, dar devin mai proeminente pe măsură ce cancerul avansează. Simptomele pot include, printre altele, balonare, durere pelvină și umflarea abdomenului. Regiunile comune unde cancerul s-ar putea răspândi sunt mucoasa abdomenului, nodulii limfatici, plămânii și ficatul.

## Cauze și diagnostic
Riscul de cancer ovarian este mai ridicat la persoanele ce ovulează mai multe zile. Astfel, acele persoane ce nu au născut prezintă un risc mai mare, la fel și acele persoane cărora le începe ovulația la o vârstă mai fragedă sau intră la menopauză la o vârstă mai înaintată. Alți factori de risc includ terapia cu hormoni după menopauză, medicamentele pentru fertilitate și obezitatea. Factorii ce scad riscul includ contracepția hormonală, ligatura trompelor și alăptarea. Aproximativ 10% dintre cazuri sunt legate de riscul genetic moștenit, iar cei cu mutația genei BRCA1 sau BRCA2 au aproximativ 50% șanse să dezvolte boala. Cel mai comun tip de cancer ovarian, însumând mai mult de 95% dintre cancere, este carcinomul ovarian. Există cinci subtipuri de carcinom ovarian, dintre care cel seros de grad înalt este cel mai des întâlnit. Se crede că aceste tumori pornesc din celulele ce acoperă ovarele, deși unele s-ar putea forma din tuburile falopiene. Tipurile mai puțin comune sunt tumorile cu celule germinale și tumorile derivate din stroma gonadală specializată. Diagnosticul este confirmat prin examinarea unei biopsii prelevate, de obicei, în timpul intervenției chirurgicale.

## Prevenire, tratament și prognoză
Screening-ul nu este recomandat pentru femeile ce prezintă risc moderat, ca și dovadă având faptul că nu ajută la reducerea mortalității, iar rata ridicată de teste pozitive false duce la intervenții chirurgicale, acestea având propriile riscuri. Persoanele cu risc mare pot cere eliminarea completă a ovarelor, ca și metodă preventivă. Dacă este depistat și tratat într-un stadiu incipient, cancerul ovarian poate fi vindecabil. Tratamentele includ, de obicei, o combinație de intervenții chirugicale, terapie prin radiații sau chimioterapie. Rezultatele depind de gradul de extindere a bolii și de subtipul cancerului prezent. La general, rata de supraviețuire de cinci ani în Statele Unite este de 45%. Rezultatele sunt mai slabe în țările în curs de dezvoltare.

## Epidemiologie
În 2012, cancerul ovarian a apărut la 239.000 de femei și a dus la 152.000 de decese la nivel mondial. Acest lucru a făcut să fie al șaptelea-cel mai comun tip de cancer și a opta-cea mai comună cauză de deces provocat de cancer la femei. Apare mai des în America de Nord și Europa decât în Africa și Asia.